# Едуар Шпах
Едуар Шпах (фр. Édouard Spach; 1801–1879) — французький ботанік. Автор ботанічних таксонів.

## Біографія
Едуар Шпах народився 1801 року у Страсбурзі у родині купця. У 1824 році він поїхав до Парижа, де вивчав ботаніку у Рене Десфонтена (1750–1831) та Антуана-Лорана де Жюссьє (1748–1836). Потім він став секретарем Шарля-Франсуа Бріссо де Мірбеля (1776–1854). Коли де Мірбель став професором у Національному музеї природознавства, він пішов за ним і залишився в музеї до кінця своєї кар'єри. У 1838 році він став членом Леопольдини.
Він опублікував багато монографій, у тому числі «Histoire naturelle des végétaux. Phanérogames» («Природна історія рослин: сперматофіти»; чотирнадцять томів і атлас, Роре, Париж, 1834–1848), а також у спвавторстві «Illustrationes plantarum orientalium» («Ілюстрації рослин Сходу»; п'ять томів, Роре, Париж, 1842–1857).